# Gấu Kermode
Gấu Kermode (Danh pháp khoa học: Ursus americanus kermodei, pron. kerr-MO-dee) hay còn gọi là gấu thần linh (The spirit bear) là một phân loài đặc biệt của gấu đen Bắc Mỹ, chúng sống ở các vùng Duyên hải miền Trung và Bắc của British Columbia, Canada. Trong khi hầu hết gấu Kermode có màu đen, có khoảng từ 100 đến 500 cá thể hoàn toàn màu trắng. Biến thể màu trắng được gọi là Spirit Bear và phổ biến nhất trên ba hòn đảo ở British Columbia (Gribbell, Princess Royal và Roderick), tại đây chúng chiếm 10–20% dân số loài Kermode. Spirit Bears giữ một vị trí nổi bật trong các truyền thống truyền miệng của người dân bản địa trong khu vực. Chúng cũng đã được giới thiệu trên National Geographic.

## Tổng quan
Chúng có tên gọi là gấu Kermode hay gấu thần linh và chúng rất được người dân bản địa nơi đây tôn trọng. Họ không bao giờ săn bắt chúng hay tiết lộ vị trí của chúng cho những tay thợ săn. Ngày nay, số lượng loài gấu Kermode này chỉ còn khoảng dưới 1000 và chỉ có một con duy nhất đang được nuôi dưỡng ở công viên British Columbia, Canada.

## Đặc điểm
Gấu Kermode được đặt theo tên của Frank Kermode, cựu giám đốc của Royal B.C. Museum, người đã nghiên cứu các loài phụ và là đồng nghiệp của William Hornaday, nhà động vật học đã mô tả nó. Ngày nay, cái tên Kermode được phát âm là / kərˈmoʊdi / kər-MOH-dee khác với cách phát âm của họ Kermode, bắt nguồn từ Isle of Man (/ ˈkɜːrmoʊd / KUR-mohd).
Gấu Kermode trắng không phải là bạch tạng vì chúng vẫn có da và mắt nhiễm sắc tố. Thay vào đó, sự thay thế nucleotide đơn, không đồng nghĩa trong gen MC1R, làm cho melanin không được sản xuất. Gen đột biến này là gen lặn, vì vậy gấu Kermode có hai bản sao của gen đột biến, gen không chức năng biểu hiện màu trắng, trong khi gấu có một bản sao hoặc không có bản sao có màu đen.
Có thể cho hai con gấu đen giao phối và sinh ra một đàn con trắng nếu cả hai con gấu đen này đều là dị hợp tử, mang một bản sao của gen đột biến MC1R và cả hai gen đột biến đều được di truyền bởi đàn con. Các nghiên cứu di truyền bổ sung cho thấy gấu Kermode trắng sinh sản nhiều hơn khi giao phối với gấu Kermode trắng, và gấu Kermode đen sinh sản nhiều hơn với gấu Kermode đen, một hiện tượng được gọi là giao phối có chọn lọc. Một giả thuyết cho rằng điều này xảy ra do gấu con đã gghi nhớ màu lông của mẹ chúng.
Gấu Kermode là loài ăn tạp trong hầu hết thời gian trong năm, chủ yếu sống dựa vào các loại cỏ và quả mọng ngoại trừ khi cá hồi di cư vào mùa thu, khi chúng trở thành những kẻ săn mồi bất đắc dĩ . Vào ban ngày, gấu trắng thành công hơn 35% so với gấu đen trong việc bắt cá hồi. Bộ lông trắng của gấu khó bị cá phát hiện dưới nước hơn so với lông đen nên gấu có thể bắt cá dễ dàng hơn. Trên một số hòn đảo, gấu Kermode trắng có nhiều chất dinh dưỡng lấy từ biển hơn trong bộ lông của chúng, cho thấy rằng gấu Kermode trắng ăn nhiều cá hồi hơn gấu Kermode đen.

## Tập tính
Phân loài U. a. kermodei trải dài từ Đảo Princess Royal đến Prince Rupert, British Columbia, trên bờ biển và nội địa về phía Hazelton, British Columbia. Nó được biết đến trong các ngôn ngữ Tsimshianic là moksgmʼol. Tháng 2 năm 2006, trong bài phát biểu từ Ngai vàng (Speech from the Throne), Trung tá Thống đốc British Columbia đã công bố ý định của chính phủ trong việc chỉ định Kermode, hay còn gọi là gấu thần linh, là động vật chính thức của British Columbia. Nó đã được thông qua vào tháng 4 năm đó. Một con gấu Kermode đực có thể đạt 225 kg (496 lb) trở lên. Con cái nhỏ hơn nhiều với trọng lượng tối đa là 135 kg (298 lb). Đứng thẳng, nó cao 180 cm (71 in).
Ước tính có ít hơn 400 con gấu Kermode tồn tại ở khu vực bờ biển trải dài từ Đông Nam Alaska về phía nam đến mũi phía bắc của Đảo Vancouver; khoảng 120 con sống tại Đảo Princess và Prince rộng lớn. Nơi tập trung đông nhất của gấu trắng sinh sống trên Đảo Gribbell rộng 80 dặm vuông (210 km2), thuộc lãnh thổ của người Gitgaʼata.
Môi trường sống của gấu có khả năng bị đe dọa từ Đường ống Cửa ngõ phía Bắc Enbridge, tuyến đường dự kiến sẽ đi qua gần Rừng nhiệt đới Gấu Lớn. Các nhóm bản địa bao gồm cả người Gitgaʼat đã phản đối đường ống này. Đường ống Enbridge Northern Gateway đã bị chính phủ liên bang từ chối vào năm 2016.

## Sự bảo tồn
Mặc dù gấu Kermode không được liệt kê là loài có nguy cơ tuyệt chủng, nhưng đã có những nỗ lực bảo tồn đáng kể để duy trì quần thể phân loài quý hiếm do ý nghĩa văn hóa của loài gấu. Các mối đe dọa chính đối với loài gấu bao gồm việc phá hủy môi trường sống do các đường ống dẫn dầu và việc săn bắt gấu đen.
Phần lớn lượng protein của gấu Kermode là từ cá hồi trong mùa thu. Sự cố tràn đường ống có thể gây ra thiệt hại cho quần thể cá hồi do làm ô nhiễm hệ sinh thái. Điều này không chỉ ảnh hưởng đến gấu mà còn ảnh hưởng đến toàn bộ hệ sinh thái, vì cá hồi là loài chủ chốt và rất quan trọng đối với việc hấp thụ chất dinh dưỡng của cả môi trường nước và trên cạn.
Cá hồi đóng góp chất dinh dưỡng vào nước trong quá trình sinh sản và đóng góp vào đất bằng việc phân hủy xác của chúng khi những kẻ săn mồi, chẳng hạn như gấu, phân tán chúng khắp khu rừng. Cho đến ngày 26 tháng 11 năm 2016, mối đe dọa đường ống lớn nhất đối với Rừng nhiệt đới Gấu Lớn (the Great Bear Rainforest) là Đường ống Cửa ngõ phía Bắc Enbridge, nhưng Thủ tướng Canada Justin Trudeau đã đóng cửa dự án sau khi Đệ nhất Quốc gia đưa chính phủ Canada ra tòa và giành chiến thắng. Thay vào đó, Trudeau đã phê duyệt hai đường ống khác nhau, Dự án mở rộng núi xuyên núi Kinder Morgan và một đường ống Enbridge khác, được coi là không ảnh hưởng đến Bờ biển British Columbia hoặc Rừng nhiệt đới Great Bear.
Vào năm 2012, tổ chức First Nations ven biển đã cấm săn bắt tất cả các loài gấu trong lãnh thổ của họ ở Rừng nhiệt đới Great Bear; tuy nhiên, chính quyền British Columbia đã không làm như vậy. Vào ngày 30 tháng 11 năm 2017, sau nhiều áp lực của dư luận buộc phải chấm dứt hoạt động này, chính quyền British Columbia đã cấm săn bắt gấu xám trong Rừng nhiệt đới Great Bear, nhưng việc săn bắt gấu đen vẫn hợp pháp. Gấu đen là loài bố mẹ của gấu Kermode, và mỗi con bị giết có thể mang gen lặn hiếm cho phép gấu Kermode được sản xuất về mặt di truyền; do đó, việc tiếp tục săn bắt gấu đen là một mối đe dọa đối với quần thể gấu Kermode. Những lo ngại khác liên quan đến săn bắn là do nhân viên thiếu nhân sự của các quan chức động vật hoang dã, những người thực thi lệnh cấm săn bắn, vì điều này có thể cho phép săn trộm. Gấu xám cũng là mối đe dọa đối với quần thể gấu Kermode vì sự suy giảm tài nguyên thiên nhiên, đặc biệt là quần thể cá hồi đang trở thành đối tượng của biến đổi khí hậu và đánh bắt quá mức. Sử dụng bẫy sợi lông không xâm lấn, các nhà khoa học đã theo dõi sự di chuyển của gấu xám trên khắp các bờ biển và rừng nhiệt đới. Họ phát hiện ra rằng những con gấu xám đang di chuyển vào khu vực kiếm ăn của gấu đen và gấu Kermode thường xuyên hơn. Điều này làm gián đoạn việc kiếm ăn của Kermode và những con gấu đen khác, vì chúng thường rút lui sau khi gấu trắng đến.
Một trong những cách thức bảo tồn gấu linh thành công nhất là Spirit Bear Lodge, một hình thức du lịch sinh thái. Nhà nghỉ bằng gỗ đã kích thích nền kinh tế của Khu bảo tồn Ấn Độ Klemtu và cung cấp giáo dục và nhận thức về gấu British Columbia. Nhà nghỉ cung cấp cho du khách từ khắp nơi trên thế giới cơ hội tham gia ngắm gấu.Tuy nhiên, việc săn bắn mang lại nhiều thách thức cho nhà nghỉ vì xác gấu được phát hiện và làm phiền những người quan sát; việc săn bắn cũng khiến gấu thận trọng hơn và khó phát hiện ra chúng hơn. Tuy nhiên, vì du lịch sinh thái mang lại nhiều lợi ích kinh tế và môi trường hơn là săn bắn, du lịch sinh thái có thể thắng thế và gây ra lệnh cấm hoàn toàn đối với việc săn bắt gấu ở British Columbia.

## Trong nuôi nhốt
Vào tháng 10 năm 2012, người ta thông báo rằng một con gấu Kermode sẽ được nuôi tại Công viên Động vật Hoang dã British Columbia ở Kamloops, BC, được coi là con gấu Kermode đầu tiên được nuôi nhốt. Những con gấu con được tìm thấy bị bỏ rơi ở tây bắc British Columbia trên sườn núi Terrace gần Terrace. Sau hai nỗ lực không thành công để phục hồi và thả nó trở lại tự nhiên, chú gấu con, hiện được những người xử lý đặt biệt danh là 'Cỏ ba lá', đã được gửi đến công viên khi các nhân viên bảo tồn quyết định rằng nó không phải là ứng cử viên để di dời. Công viên có kế hoạch tạo ra một ngôi nhà cho con gấu đã thoát khỏi vòng vây tạm thời của mình một lần. Nhóm bảo vệ quyền động vật Lifeforce tin rằng con gấu đủ khỏe mạnh để tự sinh tồn và nó nên được di dời và thả trở lại tự nhiên. Các quan chức về động vật hoang dã của chính quyền cấp tỉnh vẫn giữ quan điểm phản đối việc cố gắng di dời đường dài, nói rằng việc rủi ro lớn hơn lợi ích có thể có và kể từ tháng 7 năm 2019, con gấu vẫn bị nuôi nhốt.